# Монументы Дублина
В Дублине имеется большое количество памятников и монументов, установленных в честь известных личностей и событий. На протяжении истории города ряд известных памятников был демонтирован или уничтожен.

## Существующие в настоящее время монументы и памятники
Одним из новейших памятников города является Дублинская игла, официальное его название — «Монумент света». Он представляет собой конический шпиль из нержавеющей стали высотой 121,2 метра в высоту и расположен на О’Коннелл-стрит. «Монумент света» заменяет ранее стоявшую на этом месте колонну Нельсона, уничтоженную бомбой в 1966 году и символизирует роль Дублина в XXI веке. «Монумент света» был разработан компанией Ian Ritchie Architects. В течение дня Монумент света сохраняет стальной цвет, а в сумерках сливается с небом. В основании и на вершине шпиля ночью горят огни.
Другой известный монумент — бронзовая скульптура Анны Ливии, олицетворение реки Лиффи. Ранее располагалась на О’Коннелл-стрит, с 2011 года перемещена в Croppies Memorial Park.
На О’Коннелл-стрит в настоящее время находятся памятники самому Дэниелу О’Коннеллу, Чарльзу Парнеллу и профсоюзному лидеру Джеймсу Ларкину.
Неподалеку, возле собора святой Марии стоит статуя в честь дублинских мучеников, мэра Фрэнсиса Тейлора и Мэри Болл.
На пересечении Норт-эрл-стрит и О’Коннелл-стрит находится памятник писателю Джеймсу Джойсу с тростью в руке.
Возле моста Полпенни находится статуя двух женщин с хозяйственными сумками, беседующими на скамейке.
Неподалёку от Тринити-колледжа, на Колледж-стрит находится памятник ирландскому поэту девятнадцатого века Томасу Муру.
На Графтон-стрит расположена статуя Молли Малоун, возведённая в рамках празднования тысячелетия Дублина в 1988 году.
В парке Сант-Стивенс-Грин расположен памятник Вольфу Тону, а также полукруг из каменных столбов а память о жертвах великого ирландского голода 1845—1849. В парке Меррион можно видеть статую Оскара Уайльда, сделанную из разноцветных камней, и бюст Майкла Коллинза.
Перед Liberty Hall, штаб-квартирой крупнейшей в Ирландии профсоюзной организации, находится памятник Джеймсу Коннолли — руководителю Пасхального восстания 1916 года. Известная суфражистка Констанция Маркевич удостоена памятника на Тара-стрит и бюста в Сант-Стивенс-Грин. На Колледж-Грин находятся памятники политикам Генри Граттану и Томасу Дэвису.

## Существовавшие ранее монументы и памятники
Наиболее известным из ранее существовавших памятников Дублина была колонна Нельсона, которая стояла в центре О’Коннелл-стрит рядом с главпочтамтом и была взорвана боевиками Ирландской республиканской армии в 1966 году.
Другим известным памятником была статуя королевы Виктории работы ирландского скульптора Джона Хьюза, установленная по указу короля Эдуарда VII в 1904 году. Ирландский политик Ноэль Лемэсс отметил по поводу этой статуи: "Я думаю, мы все согласны, что это одна из самых уродливых статуй этой королевской леди … ". В 1947 году статуя была демонтирована и передана на хранение в здание Royal Hospital Kilmainham, а конце 1980-х перевезена в Сидней, где установлена в Queen Victoria Building в центре города. Ещё один известный памятник — статуя лорда Хью Гофа, работы скульптора Джона Фоли, была перенесена в замок Чиллингем в Великобритании.
В середине 1990-х годов неподалеку от О’Коннелл-стрит рядом с причалом на реке Лиффи были сооружены Часы тысячелетия (англ. Millennium Clock), которые отсчитывали время, оставшееся до 2000 года. Часы с зелёным цифровым дисплеем были помещены под водой так, чтобы дисплей был виден из-под воды. Однако из-за технических неполадок они перестали показывать правильное время и были демонтированы, после чего место их расположения получило у дублинцев ироничное прозвище «Время в тине» (англ. "The Time in the Slime").

## Список памятников известным людям
- Памятник Дэниелу О’Коннеллу — О’Коннелл-стрит
- Памятник Чарльзу Парнеллу — О’Коннелл-стрит
- Памятник сэру Джону Грею[англ.] — О’Коннелл-стрит
- Памятник Джиму Ларкину — О’Коннелл-стрит
- Памятник Теобальду Мэтью[англ.] — О’Коннелл-стрит
- Памятник Уильяму Смиту О’Брайену — О’Коннелл-стрит
- Памятник дублинским мученикам Маргарет Болл и Фрэнсис Тейлор — Катедрал-стрит
- Памятник Томасу Дэвису — Колледж-грин
- Памятник Генри Граттану — Колледж-грин
- Памятник Эдмунду Берку — Колледж-грин
- Памятник Томасу Муру — Колледж-стрит
- Памятник Филу Лайнотту — Гарри-стрит
- Памятник Джеймсу Джойсу — статуя на Норт-эрл-стрит, бюст в парке Сант-Стивенс-Грин
- Памятник Джеймсу Коннолли — площадь Бересфорд
- Памятник Молли Малоун — Графтон-стрит
- Памятник Оскару Уайльду — площадь Парк-Меррион
- Памятник Уильяму Планкету[англ.] — Килдэр-стрит
- Памятник Артуру Гиннессу — в парке Сант-Стивенс-Грин
- Памятник Вольфу Тону — в парке Сант-Стивенс-Грин
- Памятник Роберту Эммету — в парке Сант-Стивенс-Грин
- Памятник Тому Кеттлу[англ.] — в парке Сант-Стивенс-Грин
- Памятник Джереми О’Доновану — в парке Сант-Стивенс-Грин
- Памятник Патрику Кавана — Гранд-канал
- Памятник Констанции Маркевич — статуя на Тара-стрит, бюст в парке Сант-Стивенс-Грин
- Памятник Оливеру Голдсмиту — Тринити-колледж
- Памятник Уильяму Леки — Тринити-колледж
- Памятник Джорджу Сальмону — Тринити-колледж
- Памятник Бенджамину Гиннессу — собор Святого Патрика
- Памятник Дэниелу Мюррею — Собор Святой Марии
- Памятник Шону Расселу[англ.] — Фэрвью-парк
- Памятник Биэну Брендану — Ройял канал, Дорсет-стрит
- Памятник Мэтту Талботу[англ.] — набережная Джона Роджерсона
- Памятник принцу Альберту — Лейнстер-лоун.

## Список монументов и скульптур
- Скульптура Анны Ливии[англ.], олицетворение реки Лиффи. Ранее располагалась на О’Коннелл-стрит, с 2011 года перемещена в Croppies Memorial Park.
- Скульптура «Смерть Кухулина» — возле здания Главпочтамта, О’Коннелл-стрит
- Мемориал Дермота Моргана[англ.] — площадь Меррион-парк
- Колонна Веллингтона[англ.] — Феникс-парк
- Корнифская колонна с фениксом наверху — Феникс-парк
- Папский Крест — Феникс-парк
- Две женщины — Лиффи-стрит
- Дублинская игла — О’Коннелл-стрит
- Фонтан Королевы Виктории — Дун-Лэаре
- Башня О’Коннелла — Гласневин
- Ирландская таможня — Мемориал-роад
- «Свобода, растущая ввысь» — Гранд Канал-стрит
- Мемориал в память о великом голоде — набережная Таможни
- Скульптура Дети Лира[англ.] — Мемориальный парк, площадь Парнелл
- Скульптура Мак Ока — Эбби-стрит
- Скульптура «Ирландия» — площадь Меррион-парк
- Памятник констеблю Патрику Шихану — Хокинс-стрит
- Мемориал йоменри — Сент-Эндрю-стрит
- Арка стрелков[англ.] — Мемориал в честь дублинских королевских стрелков[7] — на входе в Сант-Стивенс-Грин
- Источник леди Лауры Граттан — север парка Сант-Стивенс-Грин
- Три норны  — Сант-Стивенс-Грин
- Мемориал морякам ирландского торгового флота — набережная Джона Роджерсона
- Мемориал в память жертв терактов в Дублине и Монахане[англ.] — Тэлбот-стрит
- Танцующая пара — парк в память о жертвах пожара 1981 года в ночном клубе Stardust[англ.], Кулок
- «Мужество» (статуя девушки верхом на лошади) — Мэйн-стрит, Баллимун[8]

## Другие известные монументы Дублина
- Мистер Скрин (билетёр кинотетара) — возле мультиплекса Screen Cinema,Хокинс-стрит[9]
- Скульптурная группа голодающих — возле здания International Financial Services Centre («дублинского Сити»)
- Скульптура коровы — Джервис-стрит
- Скульптура двух детей — Портленд-роу
- Скульптура «Рука» — Мальборо-стрит
- Статуя скрипача с тремя танцующими детьми — торговый центр Stillorgan[10]
- Мемориальная доска вымышленному патеру Пэту Нойсу[англ.] — мост O’Коннелла[11]
- Отпечатки следов в бетоне — пересечение Д’Олье-стрит и Уэстморленд-стрит
- Дымоход в Смитфилде
- Скульптура американских индейцев на лошадях — Стивен-стрит.

## Список утраченных статуй и памятников
- Памятник королю Георгу II — Сант-Стивенс-Грин (взорван в 1937)[12].
- Памятник королю Вильгельму Оранскому — Колледж-Грин (взорван в 1946).
- Памятник королеве Виктории — Килдэр-стрит, в 1947 году демонтирован и передан на хранение в здание Royal Hospital Kilmainham, а конце 1980-х перевезён в Сидней, где установлен в Queen Victoria Building.
- Чаша Света — мост О’Коннелла[13], сброшена в реку Лиффи в 1953 году[14].
- Памятник Хью Гофу — Феникс-парк (сильно повреждён в результате взрыва бомбы в 1957 году, приобретён членом семьи Гиннесс и перемещён в замок Чиллингем в Великобритании)[8].
- Колонна Нельсона — О’Коннелл-стрит (взорвана в 1966).
- Часы тысячелетия — река Лиффи, неподалеку от О’Коннелл-стрит (демонтированы в 1999).